# Isaac Don Levine
Isaac Don Levine (Mazyr, 19 gennaio 1892 – Venice, 15 febbraio 1981) è stato un giornalista e scrittore statunitense.

## Biografia
Nato a Mozyr, Bielorussia, Levine emigrò negli Stati Uniti nel 1911. Frequentò le scuole superiori (high school) nel Missouri, e divenne cronista del  The Kansas City Star e più tardi del  The New York Herald Tribune, per i quali seguì la rivoluzione del 1917. Nel 1918 toccò a lui il compito di raccogliere la testimonianza di Marija Bočkarëva, detta Yashka, soldato e ufficiale dell'Esercito Russo, che fu protagonista di uno dei rarissimi casi di coinvolgimento femminile nel servizio attivo di combattimento nella prima guerra mondiale. All'inizio degli anni venti tornò in Russia per seguire la guerra civile russa per conto del The Chicago Daily News.
Negli anni Venti e Trenta Levine scrisse per i giornali della catena Hearst. Nella primavera del 1939, Levine collaborò con un disertore del sistema sovietico di spionaggio, Walter Krivitsky, redigendo una serie di articoli per il Saturday Evening Post, che descrivevano il terrore che regnava nell'Unione Sovietica di Stalin. Nel novembre dello stesso anno gli articoli furono raccolti in un volume dal titolo In Stalin's secret service, che apparve sotto il nome del solo Krivitsky. Nello stesso periodo Levine riuscì a organizzare un incontro tra Whittaker Chambers - che aveva abbandonato il Partito Comunista degli Stati Uniti d'America - e Adolf Berle, uno degli uomini di fiducia del presidente Roosevelt. In questo incontro, alla presenza di Levine, Chambers rivelò che era in corso un'operazione di spionaggio che raggiungeva l'interno della Casa Bianca coinvolgendo, tra gli altri, Alger Hiss del Dipartimento di Stato e, secondo Levine, Harry Dexter White del Dipartimento del Tesoro.
Levine diresse la rivista anticomunista Plain Talk dal 1946 al 1950, e non accettò di collaborare con la rivista The Freeman, optando invece per una posizione scarsamente retribuita presso Radio Free Europe nella Germania Ovest. Levine testimoniò contro Alger Hiss davanti al Comitato per le attività antiamericane. Levine scrisse la sceneggiatura del film biografico Jack London (1943) e apparve a titolo di testimone dell'epoca di John Reed nel film Reds di Warren Beatty (1981). Nel libro di Walter Isaacson Einstein: His Life and Universe (2007) vi è un accenno a Levine in quanto amico del celebre scienziato, con il quale però i rapporti cessarono a causa delle differenti vedute politiche.